# 维拉尔莱布拉蒙
维拉尔莱布拉蒙（法語：Villars-lès-Blamont，法語發音：[vilaʁ lɛ blamɔ̃]，意为“布拉蒙附近的维拉尔”）是法国杜省的一个市镇，属于蒙贝利亚尔区。

## 地理
维拉尔莱布拉蒙（47°22'24"N, 6°52'23"E）面积6.95 平方千米，位于法国勃艮第-弗朗什-孔泰大區杜省，该省份为法国东部内陆省份，北起上索恩省，西接汝拉省，东部及东南部与瑞士接壤，东北部与贝尔福地区省接壤。
与维拉尔莱布拉蒙接壤的市镇（或旧市镇、城区）包括：布拉蒙、沙姆索勒、达讷马里、蒙茹瓦堡、皮埃尔方丹-莱布拉蒙。

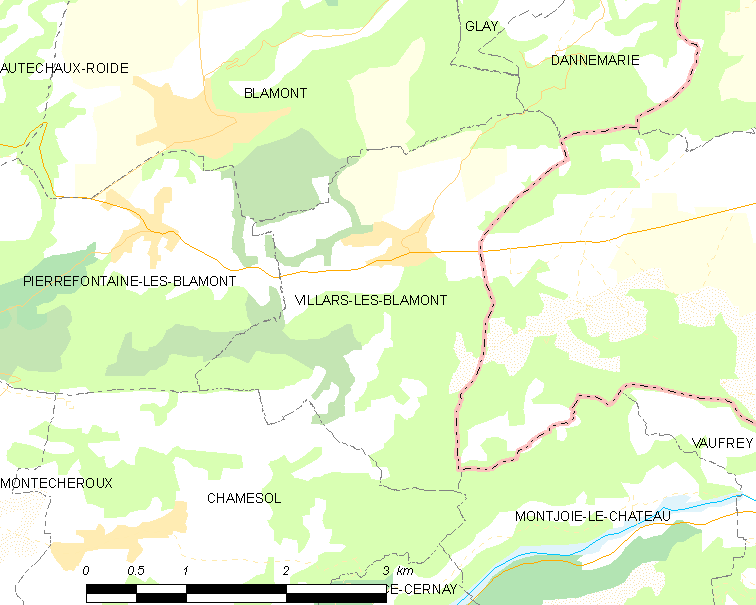
维拉尔莱布拉蒙的OSM定位图

维拉尔莱布拉蒙的时区为UTC+01:00、UTC+02:00（夏令时）。

## 行政
维拉尔莱布拉蒙的邮政编码为25310，INSEE市镇编码为25615。

## 政治
维拉尔莱布拉蒙所属的省级选区为迈什县。

## 人口

1962-2008年间维拉尔莱布拉蒙人口变化图示

维拉尔莱布拉蒙于2022年1月1日时的人口数量为467人。